# Theroteinus
Theroteinus — вимерлий рід хараміїд з пізнього тріасу Франції та Британії. Він містить три види: T. nikolai, T. rosieriensis і T. jenkinsi, перші два з яких відомі виключно із зубів, знайдених у піщаному кар'єрі Сен-Ніколя-де-Порт, тоді як T. jenkinsi відомий з пластів, що належать до формації Вестбері в розрізі дороги поблизу Холвелла, Дорсет. Theroteinus — єдиний представник родини Theroteinidae і підряду Theroteinida.